# 凱文·隆恩
凱文·隆恩（英語：Kevin Richard Long，1966年12月30日—），出生於鳳凰城 (亞利桑那州)，現為美國職棒大聯盟費城費城人的打擊教練。

## 早期生活
隆恩畢業於鳳凰城的雷鳥高中（Thunderbird High School）。隆恩於1989年在亞利桑那大學時期，參加過棒球比賽。1989年的大聯盟選秀會上，隆恩在第31輪被堪薩斯市皇家選中。之後在皇家的小聯盟系統待了8年的時間（1989年－1996年）。在第一年的球季，他交出0.312打擊率的好成績，在1994年則因傷進行了左手腕的手術。

## 教練生涯
1997年，隆恩開啟他擔任教練的生涯，首先擔任皇家小聯盟1A威明頓藍岩（Wilmington Blue Rocks）的教練，並在1999年獲得西方聯盟（Northwest Leagues）的年度最佳教練獎項（Manager of the Year）。之後隆恩在2000年至2001年期間，於皇家的2A威奇托雷格勒斯（Wichita Wranglers）擔任打擊教練；2002年至2003年期間，於皇家的3A歐瑪哈皇家（Omaha Royals）擔任打擊教練。2004年－2006年期間，則於紐約洋基的
3A哥倫布快艇（Columbus Clippers）擔任打擊教練。
隆恩第一次擔任大聯盟總教練是在2007年，於洋基擔任打擊教練。這一年在隆恩的帶領下，洋基的攻擊成績排名大聯盟第一，總計今年繳出968分得分、1656支安打、201之全壘打、929分打點、團隊打擊率0.290、長打率0.463、上壘率0.366及2,649的壘打數，其中968分的得分是繼1937年的979分得分以後的新高。另外今年還有數位球員獲獎，如艾力士·羅德里奎茲獲得了2007年的美國職棒大聯盟最有價值球員獎；羅德里奎茲、荷黑·波沙達和德瑞克·基特等3位球員獲得了美國職棒大聯盟銀棒獎，並且還有4位球員的打擊率，排名在前15名以內。
2010年球季結束以後，洋基和隆恩簽下3年的合約。

## 私人生活
當隆恩還是球員的的某一年時候，他在球季結束的期間，於石膏板公司打工時遭受意外事故，當時1個25磅的大錘擊傷他的左眼，造成三塊骨頭粉碎。
隆恩和他的太太及女兒布蘭妮、兒子特雷西、賈瑞恩居住在斯科茨代爾 (亞利桑那州)。

## 外部連結
- 球員資訊和成績在MLB ，Baseball Reference (Minors) ，The Baseball Cube （英文）